# Thorgal
Thorgal is een stripreeks van de Belgische scenarist Jean Van Hamme en de Poolse tekenaar Grzegorz Rosiński en geldt als een van de meest succesvolle stripseries in het Nederlandse taalgebied. De eerste verhalen verschenen eind jaren zeventig in het weekblad Kuifje en vanaf 1980 ook in albumvorm. Naast de hoofdserie lopen er sinds 2010 een viertal spin-offreeksen onder de overkoepelende naam De werelden van Thorgal.

## Ontstaan
In 1977 startten Van Hamme en Grzegorz Rosiński met een verhaal over Thorgal in het weekblad Tintin. Dit werd aanvankelijk opgezet als een eenmalig verhaal van dertig pagina's, maar is inmiddels uitgegroeid tot een Thorgal-saga, een stripreeks van enkele tientallen delen. De serie combineert elementen ontleend aan de mythologie van de Vikingen met sciencefictionachtige ingrediënten.
Er zijn vertalingen verschenen in het Deens, Duits, Engels, Fins, Grieks, Hongaars, Italiaans, Kroatisch, Nederlands, Noors, Pools, Servisch, Spaans, Tamil, Tsjechisch, Turks en Zweeds.

## Thema's
De verhalen in de strip verenigen vaak meerdere thema's en legendes met elkaar. Deze variëren van Noordse mythologie, fantasy tot sciencefiction. De wereld waarin Thorgal leeft lijkt zich af te spelen in het Europa van de 8e en 9e eeuw, het tijdperk van de vroege middeleeuwen. De kleding van de mensen en het landschap van Northland, waar een groot deel van de verhalen afspelen, doen denken aan de Scandinavische landen. De hoofdpersonage Thorgal Aegirsson is een van de laatste overlevenden van een hoogbegaafd volk dat ooit de aarde ontvluchtte om een nieuw bestaan op andere planeten te zoeken.
Een steeds terugkerend thema in de verhalen is de relatie tussen Thorgal en zijn vrouw Aaricia. Thorgal is de liefhebbende huisvader die nadrukkelijk en actief het geluk van zijn gezin nastreeft. Met haar krijgt hij twee kinderen, Jolan en Wolvin. Anderen dwingen Thorgal echter zijn echtelijke plichten te verzaken. Regelmatig raakt hij van zijn gezin gescheiden en proberen andere vrouwen hem te verleiden. Ondanks de moeilijke omstandigheden waarin hij soms komt te verkeren blijft Thorgal Aaricia onverminderd trouw. Een complicerende factor in hun relatie is komst van de donkerharige Kriss van Valnor in het 9e deel uit de serie, De boogschutters. Met haar heeft Thorgal een haat-liefdeverhouding. Als Thorgal zijn geheugen kwijt raakt, krijgt hij een relatie met haar en samen krijgen ze een zoon Aniël.

## Algemeen kader
Doordat de bronnen van de planeet van het 'Sterrenvolk' zijn uitgeput, proberen zij terug te keren naar de aarde waar zij oorspronkelijk vandaan kwamen. De missie mislukt, maar enkelen overleven het. Wanneer een van hen, Haynee, op een vlot op zee bevalt, is ze gedwongen het pasgeboren kind in een capsule aan de zee toe te vertrouwen. Het kind wordt gevonden door de Vikinghoofdman Leif Haraldson, die het "Thorgal Aegirsson" noemt, zoon van Aegir, gezondene van Thor. Hoewel Thorgal de laatste is (later blijkt dat er nog enkele anderen het ook overleefd hebben) van het sterrenvolk, heeft hij niet de speciale krachten van hen geërfd. Zijn zoon Jolan en zijn dochter Wolvin zijn daarentegen geen gewone kinderen. Wolvin kan met dieren spreken en Jolan, ook al heeft hij zijn krachten nog niet volledig onder controle, kan dingen laten verdwijnen en later ook doen veranderen. 
Thorgal groeit verder op bij de Vikingen. Hij kent zijn vrouw Aaricia al sinds hun jeugd. Hij houdt zielsveel van haar en wil niets liever dan rustig met haar en zijn kinderen samenleven. Maar zijn noodlot en de goden laten hem niet met rust. Aan de ene kant hebben zij hem lief, omdat hij een rechtvaardig man is met een goed hart, dapper en oprecht, maar aan de andere kant is hij meer dan een gewoon mens en heeft hij in zijn avonturen meer gedaan en is hij op meer plaatsen geweest dan welk mens ooit is toegestaan.

## Personages
- Thorgal
- Aaricia (vrouw van Thorgal)
- Jolan (zoon van Thorgal en Aaricia)
- Wolvin (dochter van Thorgal en Aaricia)
- Kriss van Valnor (dochter van Kahaniël van Valnor, en halfzus van Manthor)
- Varth (vader van Thorgal)
- Xargos (grootvader van Thorgal)
- Skald (vermoedelijke zoon van Thorgal en Anina)
- Muff (hond van de familie)
- Aniël van Valnor (zoon van Thorgal en Kriss van Valnor)
- Manthor (halfbroer van Kriss van Valnor)
- Kahaniël van Valnor (vader van Kriss van Valnor)
- Gandalf-de-Gek (vader van Aaricia)
- Haynéee (moeder van Thorgal)

### Stamboom
|        |        |        |        |         |         |         |         |                     |                     |                     |                     |                     |                     |                  |                  |                  |                  |        |        |                  |                  |                  |                  |                  |                  |       |       |                    |                    |                    |                    | Xargos             |                    |        |        |                     |                     |                     |                     |                     |                     |                |                |                   |                   |                   |                   |                   |                   |  |  |                   |                   |                   |                   |                   |                   |       |       |       |       |       |       |       |       |
|        |        |        |        |         |         |         |         |                     |                     |                     |                     |                     |                     |                  |                  |                  |                  |        |        |                  |                  |                  |                  |                  |                  |       |       |                    |                    |                    |                    |                    |                    |        |        |                     |                     |                     |                     |                     |                     |                |                |                   |                   |                   |                   |                   |                   |  |  |                   |                   |                   |                   |                   |                   |       |       |       |       |       |       |       |       |
| Vylnia | Vylnia | Vylnia | Vylnia | Vylnia  | Vylnia  |         |         | Kahaniël van Valnor | Kahaniël van Valnor | Kahaniël van Valnor | Kahaniël van Valnor | Kahaniël van Valnor | Kahaniël van Valnor |                  |                  | Olgave           | Olgave           | Olgave | Olgave | Olgave           | Olgave           |                  |                  | Varth            | Varth            | Varth | Varth | Varth              | Varth              |                    |                    | Haynee             | Haynee             | Haynee | Haynee | Haynee              | Haynee              |                     |                     | Gandalf de Gek      | Gandalf de Gek      | Gandalf de Gek | Gandalf de Gek | Gandalf de Gek    | Gandalf de Gek    |                   |                   |                   |                   |  |  |                   |                   |                   |                   |                   |                   |       |       |       |       |       |       |       |       |
| Vylnia | Vylnia | Vylnia | Vylnia | Vylnia  | Vylnia  |         |         | Kahaniël van Valnor | Kahaniël van Valnor | Kahaniël van Valnor | Kahaniël van Valnor | Kahaniël van Valnor | Kahaniël van Valnor |                  |                  | Olgave           | Olgave           | Olgave | Olgave | Olgave           | Olgave           |                  |                  | Varth            | Varth            | Varth | Varth | Varth              | Varth              |                    |                    | Haynee             | Haynee             | Haynee | Haynee | Haynee              | Haynee              |                     |                     | Gandalf de Gek      | Gandalf de Gek      | Gandalf de Gek | Gandalf de Gek | Gandalf de Gek    | Gandalf de Gek    |                   |                   |                   |                   |  |  |                   |                   |                   |                   |                   |                   |       |       |       |       |       |       |       |       |
|        |        |        |        |         |         |         |         |                     |                     |                     |                     |                     |                     |                  |                  |                  |                  |        |        |                  |                  |                  |                  |                  |                  |       |       |                    |                    |                    |                    |                    |                    |        |        |                     |                     |                     |                     |                     |                     |                |                |                   |                   |                   |                   |                   |                   |  |  |                   |                   |                   |                   |                   |                   |       |       |       |       |       |       |       |       |
|        |        |        |        |         |         |         |         |                     |                     |                     |                     |                     |                     |                  |                  |                  |                  |        |        |                  |                  |                  |                  |                  |                  |       |       |                    |                    |                    |                    |                    |                    |        |        |                     |                     |                     |                     |                     |                     |                |                |                   |                   |                   |                   |                   |                   |  |  |                   |                   |                   |                   |                   |                   |       |       |       |       |       |       |       |       |
|        |        |        |        | Manthor | Manthor | Manthor | Manthor | Manthor             | Manthor             |                     |                     | Kriss van Valnor    | Kriss van Valnor    | Kriss van Valnor | Kriss van Valnor | Kriss van Valnor | Kriss van Valnor |        |        |                  |                  |                  |                  |                  |                  |       |       | Thorgal Aegirsson  | Thorgal Aegirsson  | Thorgal Aegirsson  | Thorgal Aegirsson  | Thorgal Aegirsson  | Thorgal Aegirsson  |        |        | Aaricia Gandalfdotr | Aaricia Gandalfdotr | Aaricia Gandalfdotr | Aaricia Gandalfdotr | Aaricia Gandalfdotr | Aaricia Gandalfdotr |                |                | Björn Gandalfsson | Björn Gandalfsson | Björn Gandalfsson | Björn Gandalfsson | Björn Gandalfsson | Björn Gandalfsson |  |  | Thorgal Aegirsson | Thorgal Aegirsson | Thorgal Aegirsson | Thorgal Aegirsson | Thorgal Aegirsson | Thorgal Aegirsson |       |       | Anina | Anina | Anina | Anina | Anina | Anina |
|        |        |        |        | Manthor | Manthor | Manthor | Manthor | Manthor             | Manthor             |                     |                     | Kriss van Valnor    | Kriss van Valnor    | Kriss van Valnor | Kriss van Valnor | Kriss van Valnor | Kriss van Valnor |        |        |                  |                  |                  |                  |                  |                  |       |       | Thorgal Aegirsson  | Thorgal Aegirsson  | Thorgal Aegirsson  | Thorgal Aegirsson  | Thorgal Aegirsson  | Thorgal Aegirsson  |        |        | Aaricia Gandalfdotr | Aaricia Gandalfdotr | Aaricia Gandalfdotr | Aaricia Gandalfdotr | Aaricia Gandalfdotr | Aaricia Gandalfdotr |                |                | Björn Gandalfsson | Björn Gandalfsson | Björn Gandalfsson | Björn Gandalfsson | Björn Gandalfsson | Björn Gandalfsson |  |  | Thorgal Aegirsson | Thorgal Aegirsson | Thorgal Aegirsson | Thorgal Aegirsson | Thorgal Aegirsson | Thorgal Aegirsson |       |       | Anina | Anina | Anina | Anina | Anina | Anina |
|        |        |        |        |         |         |         |         |                     |                     |                     |                     |                     |                     |                  |                  |                  |                  |        |        |                  |                  |                  |                  |                  |                  |       |       |                    |                    |                    |                    |                    |                    |        |        |                     |                     |                     |                     |                     |                     |                |                |                   |                   |                   |                   |                   |                   |  |  |                   |                   |                   |                   |                   |                   |       |       |       |       |       |       |       |       |
|        |        |        |        |         |         |         |         |                     |                     |                     |                     |                     |                     |                  |                  |                  |                  |        |        |                  |                  |                  |                  |                  |                  |       |       |                    |                    |                    |                    |                    |                    |        |        |                     |                     |                     |                     |                     |                     |                |                |                   |                   |                   |                   |                   |                   |  |  |                   |                   |                   |                   |                   |                   |       |       |       |       |       |       |       |       |
|        |        |        |        |         |         |         |         |                     |                     |                     |                     |                     |                     |                  |                  |                  |                  |        |        | Aniël van Valnor | Aniël van Valnor | Aniël van Valnor | Aniël van Valnor | Aniël van Valnor | Aniël van Valnor |       |       | Wolvin Thorgaldotr | Wolvin Thorgaldotr | Wolvin Thorgaldotr | Wolvin Thorgaldotr | Wolvin Thorgaldotr | Wolvin Thorgaldotr |        |        | Jolan Thorgalsson   | Jolan Thorgalsson   | Jolan Thorgalsson   | Jolan Thorgalsson   | Jolan Thorgalsson   | Jolan Thorgalsson   |                |                |                   |                   |                   |                   |                   |                   |  |  |                   |                   |                   |                   | Skald             | Skald             | Skald | Skald | Skald | Skald |       |       |       |       |

## Publicaties
De eerste verhalen van Thorgal werden voorgepubliceerd in het weekblad Kuifje. Na de opheffing van het blad in 1993 was deze reeks (naast Dommel) een van de weinige uit het blad die bleef voortbestaan.
De eerste 29 verhalen zijn geschreven door Jean van Hamme. Vanaf album 30 is de reeks in handen van scenarist Yves Sente. Vanaf dat verhaal verschoof Thorgal naar de achtergrond  en kwam de nadruk meer op Jolan te liggen. Omdat deze verandering bij de lezers niet zo goed werd ontvangen  werd de cyclus van drie delen rond Jolan weer gestopt. Sindsdien (vanaf deel 33) vervult Thorgal wederom de hoofdrol. 
In 2010 is de reeks in vier series opgesplitst. De hoofdserie rond Thorgal is blijven bestaan, maar er kwam ook nog een serie omtrent de jonge jaren van Thorgal, een aparte reeks over Wolvin, deze beiden getekend door Roman Surzhenko, en ten slotte een derde reeks rond Kriss van Valnor, getekend door Giulio De Vita. De reeksen rond Wolvin en Kriss van Valnor beschrijven gebeurtenissen die tegelijkertijd met de hoofdreeks afspelen. De verhaallijnen van Kris van Valnor en Wolvin kwamen na een tijd samen, en stopten. De verhalen over de jonge jaren loopt nog steeds door.
Intussen was Rosiński's vrouw overleden, waarna hun zoon het beheer van Thorgal overnam. Daarnaast had Van Hamme zijn rechten van de reeks aan de uitgeverij verkocht. Sente kreeg vervolgens steeds meer meningsverschillen met hen en uiteindelijk werd er voor een andere scenarist gekozen. Yves Sente is in 2015 gestopt met het schrijven van de reeks Thorgal en de spin-off Kriss van Valnor. Zijn opvolger was Xavier Dorison. Deze nam het vervolg van de spin-off Kriss van Valnor op zich en begon ook te werken aan de hoofdreeks. Omwille van een verschil in visie met Rosiński over de evolutie van de reeks droeg Dorison de fakkel al na één album over aan Yann. Deze neemt vanaf 2018 de scenario's van de hoofdreeks voor zijn rekening en blijft ook, samen met Roman Surzhenko, verdergaan met Wolvin en De Jonge Jaren van Thorgal. 
In oktober 2016 werd aangekondigd dat er een televisieserie van Thorgal zou komen, deze zou verfilmd worden door Florian Henckel von Donnersmarck (regisseur bekend van onder andere Das Leben der Anderen).
In augustus 2018 werd aangekondigd dat tekenaar Rosiński stopte met deze stripreeks. Zijn laatste album verscheen in november 2018. Zijn opvolger is Frédéric Vignaux die al eerder twee albums tekende voor de spin-off Kriss van Valnor. Rosiński blijft wel de omslagen tekenen. Het eerste album getekend door Vignaux verscheen in november 2019.

### Verkoopcijfers
Van het eerste album, De ijskoningin, werden in 1980 enkele duizenden exemplaren gedrukt en verkocht. In 1989 bereikte het totale aantal verkochte exemplaren van dit album de 100.000 exemplaren, en in 1994 werd de 200.000 gepasseerd, in 1999 de 300.000, en anno 2009 zijn er al 450.000 exemplaren van het album verkocht. Van alle albums van Thorgal bij elkaar zijn omstreeks 2010 zo'n 11 miljoen exemplaren verkocht, waarvan ongeveer 9,5 miljoen in het Frans en 1,5 miljoen in het Nederlands. In de jaren na 2010 dalen de verkoopcijfers. De drukoplage van een nieuw album bedraagt nu ongeveer 200.000 exemplaren, terwijl dat in het decennium ervoor 350.000 was.

## Stripmuur
Op de hoek van het Anneessensplein en de Kazernestraat in Brussel is er sinds november 2013 een stripmuur van Thorgal.